# Cockle Park Tower
Cockle Park Tower er en middelalderbygning i landsbyen Cockle Park, Northumberland, England, omkring 6 km nord for Morpeth.
Det er et treetagers beboelsestårn, der blev opført i 1400-tallet som jagtslot. Den blev senere udvidet og ombygget. I den ene ende af tårnet er to små tårne med udhæng og machicoulis.
Tårnet blev brugt som et studenterhostel indtil midten af 1970'erne, hvor strukturelle problemer i bygningen gjorde, at det måtte stoppes. Newcastle University har udført omfattende reparationer i begyndelsen af 2000'erne, som en del af en overordnet plan for udvikling af deres ejendom Cockle Park farm til Centre for Renewable Energy from Land (CREEL).
Det er en listed building af første grad.